# Brotogeris chiriri
Il parrocchetto chiriri (Brotogeris chiriri (Vieillot, 1818)) è un uccello della famiglia degli Psittacidi.
Quasi identico al parrocchetto alicanarino, si differenzia da esso solamente per la colorazione verde più scura e la banda alare solo gialla; la taglia è attorno ai 22 cm. Se ne riconoscono due sottospecie: oltre alla sottospecie nominale, B. c. chiriri, vi è la B. c. behni, simile all'altra, ma con piumaggio più chiaro. Vive nelle foreste e nelle foreste aperte in un'area estesa dal Brasile centrale all'Argentina settentrionale e al Paraguay. Questo piccolo pappagallo è difficile da vedere mentre sosta tra il fogliame. È più facilmente identificabile quando se ne va in giro nel suo ambiente forestale emettendo acuti richiami. Mangia semi, frutti, fiori e germogli. A volte forma grandi stormi, ma le coppie si disperdono per nidificare. Il nido è costituito da un buco in un tronco d'albero, un ramo cavo o un nido di termiti arboricole.